# ペドロ・ローシャ

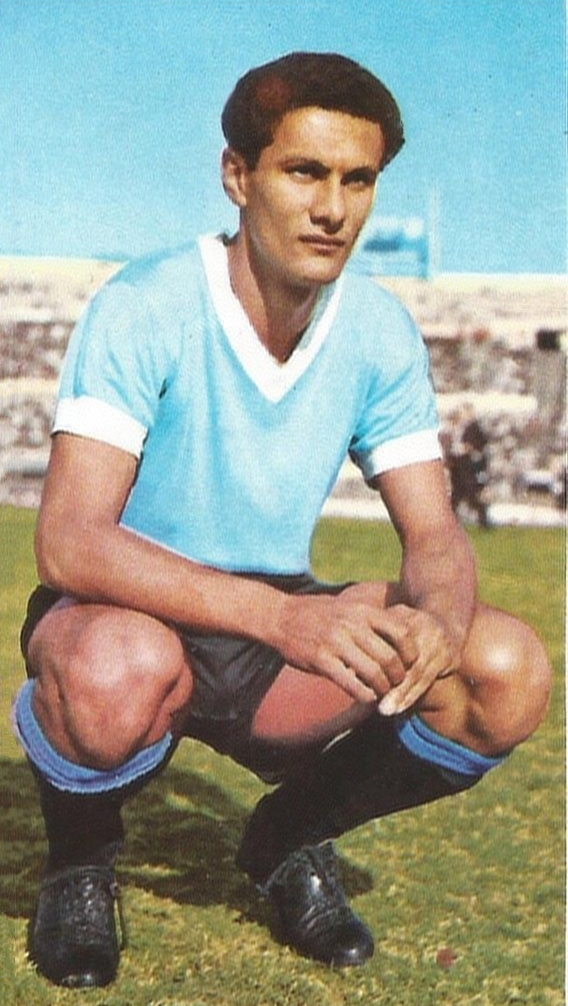
ペドロ・ローシャ

ペドロ・ローシャ (Pedro Rocha) こと、ペドロ・ビルヒリオ・ロチャ・フランチェッティ（スペイン語: Pedro Virgílio Rocha Franchetti, 1942年12月3日 - 2013年12月2日）は、ウルグアイ・サルト出身のサッカー選手、サッカー指導者。
彼の出身国であるウルグアイでの表記は、スペイン語で「ペドロ・ロ（ー）チャ」だが、彼自身は長らくブラジルで活躍したため、日本では、ポルトガル語読みでこのように表記されることが多い。

## 経歴

### 選手

#### クラブ
クラブレベルでは、主にウルグアイのCAペニャロールとブラジルのサンパウロFCでプレーした。ペニャロールでは、プリメーラ・ディビシオンで8度、コパ・リベルタドーレスで3度、インターコンチネンタルカップで1度優勝した。1963年、1965年、1968年にはプリメーラ・ディビシオンの得点王を獲得した。
1970年にサンパウロに移籍すると、カンピオナート・パウリスタ（サンパウロ州選手権）で2度優勝し、セリエAで1度得点王に輝いた。コパ・リベルタドーレス1974では得点王を獲得した。クラブはセリエAで1971年と1973年に2位となっていたが、最終在籍年の1977年、クラブ初のセリエA優勝を飾った。1978年にはコリチーバFCに移籍し、カンピオナート・パラナエンセ（パラナ州選手権）で優勝した。

#### ウルグアイ代表
1961年から1974年までウルグアイ代表としてプレーし、52試合に出場して17得点を挙げた。FIFAワールドカップに4度出場し、1962年大会は2試合に出場（グループリーグ敗退）、1966年大会は4試合に出場して1得点（ベスト8）、1970年大会は1試合に出場（ベスト4）、1974年大会は3試合に出場した（グループリーグ敗退）。また、1967年の南米選手権では決勝リーグ最終戦にてアルゼンチンに対し決勝点を挙げ優勝に貢献した。

### 指導者
1988年から1989年までポルトガルのスポルティング・クルーベ・デ・ポルトゥガルの監督、1996年にブラジルのSCインテルナシオナルの監督、1997年に日本の京都パープルサンガ（現：京都サンガF.C.）の監督を歴任した。

### 死去
2013年12月2日、遺伝性の中脳萎縮症のためブラジル・サンパウロの自宅で死去した。70歳没。

## 代表歴

### 試合数
- 国際Aマッチ 54試合 17得点（1961年-1974年）[6]

| ウルグアイ代表 | 国際Aマッチ | 国際Aマッチ |
| 年             | 出場        | 得点        |
| -------------- | ----------- | ----------- |
| 1961           | 1           | 0           |
| 1962           | 6           | 0           |
| 1963           | 2           | 0           |
| 1964           | 0           | 0           |
| 1965           | 9           | 5           |
| 1966           | 7           | 1           |
| 1967           | 10          | 8           |
| 1968           | 8           | 1           |
| 1969           | 5           | 1           |
| 1970           | 3           | 1           |
| 1971           | 0           | 0           |
| 1972           | 0           | 0           |
| 1973           | 0           | 0           |
| 1974           | 3           | 0           |
| 通算           | 54          | 17          |

## タイトル

### クラブ
CAペニャロール
- プリメーラ・ディビシオン (8) : 1959, 1960, 1961, 1962, 1964, 1965, 1967, 1968
- コパ・リベルタドーレス (3) : 1960, 1961, 1966
- インターコンチネンタルカップ (1) : 1966
- コパ・コンペテンシア (2) : 1964, 1967
- スーペルコパ・デ・カンペオーネス（英語版） (1) : 1969

サンパウロFC
- カンピオナート・パウリスタ (2) : 1971, 1975
- セリエA (1) : 1977

コリチーバFC
- カンピオナート・パラナエンセ (1) : 1978

### 代表
ウルグアイ代表
- 南米選手権 (1) : 1967

### 個人
- プリメーラ・ディビシオン 得点王 (3) : 1963, 1965, 1968
- セリエA 得点王 (1) : 1971
- コパ・リベルタドーレス 得点王 (1) : 1974
- スーペルコパ・デ・カンペオーネス 得点王 (2) : 1968, 1969

## 指導歴
- 京都パープルサンガ (日本) 1997年

| 年度 | 所属  | 順位 | 勝点 | 試合数 | 勝 | 敗 |
| ---- | ----- | ---- | ---- | ------ | -- | -- |
| 1997 | J-1st | 13位 | 18   | 16     | 6  | 10 |
| 1997 | J-2nd | 16位 | 9    | 16     | 3  | 16 |